# Eivør Pálsdóttir
Eivør Pálsdóttir, cunoscută profesional sub numele Eivør (n. 21 iulie 1983, Syðrugøta, Insulele Feroe), este o cântăreață, cantautoare și compozitoare de origine feroeză.
Supranumită de la începuturile carierei sale 'Björk a insulelor Feroe', Eivor s-a făcut remarcată în Scandinavia prin talentul său precoce, vocea sa de soprană excelând atât în repertoriul de jazz, folk, pop, cât și în muzica clasică. Ea și-a găsit inspirația în baladele tradiționale feroeze și, deși la începuturile carierei sale a cântat în limba feroeză, daneză sau suedeză, majoritatea materialelor sale discografice recente conțin cântece în engleză.

## Elemente biografice

### Începuturile. Primele activități muzicale (1983—2003)
Eivør s-a născut pe 21 iulie 1983 în satul Syðrugøta din Insulele Feroe și este primul copil al cuplului format din profesoara Sædis Eilifsdóttir și ofițerul Páll Jacobsen; cântăreața are două surori mai mici. Înclinațiile sale față de domeniul muzical s-au manifestat de la o vârstă fragedă, iar la treisprezece ani Eivør a participat la o emisiune-concurs difuzată de televiziunea feroeză, pe care l-a și câștigat. În 1997 îi este acordat premiul pentru „Cea mai bună cântăreață” de către juriul Arsins Songrodd, distincție care cimenta statutul său de copil fenomen al muzicii din Insulele Feroe. Doi ani mai târziu, la vârsta de cincisprezece ani, Eivor renunță la studii pentru a se dedica unei cariere în muzică; inițial ea cântă alături de cântăreți de muzică tradițională feroeză, al căror stil interpretativ încerca să-l învețe și să și-l însușească, însă ulterior s-a alăturat formației de muzică rock Clickhaze și a cântat alături de cvartetul de muzică jazz Ivory.

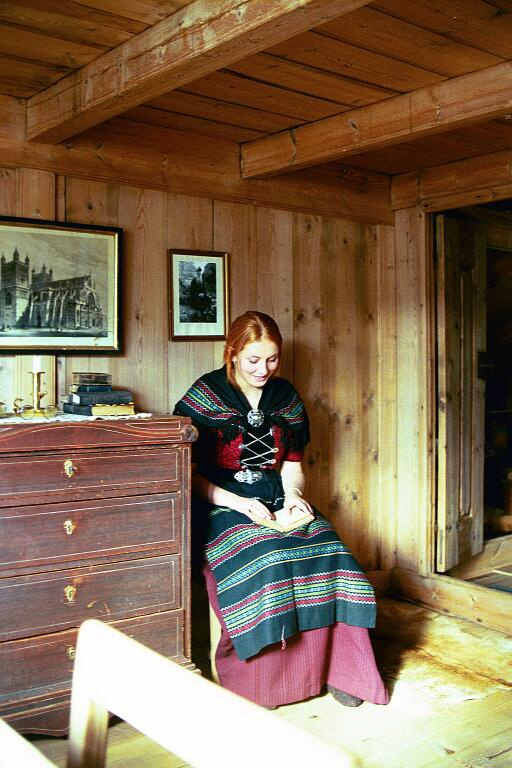
Eivør purtând un costum tradițional feroez la muzeul Blásastova din Gøta. Costumația a fost folosită și pentru realizarea copertei albumului de debut al artistei, Eivør Pálsdóttir (2000).

Tânăra artistă își face debutul discografic în anul 2000, odată cu lansarea primului său album de studio, intitulat Eivør Pálsdóttir. Materialul conținea doisprezece piese folk-jazz, un amestec de balade tradiționale feroeze și câteva cântece scrise de Eivør; formația cu care colaborase în trecut, Ivory, a participat la înregistrarea discului, imprimând chitarele, chitara bas și porțiunile de percuție. Deși a început să înregistreze muzică pe cont propriu, ea a continuat să colaboreze cu trupa de muzicieni Clickhaze, iar colaborarea dintre cele două părți a fost premiată prin acordarea premiului concursului Prix Føroyar în 2001. Un an mai târziu Eivør se mută în Reykjavík pentru a studia muzica jazz și clasică. Kristian Blak, unul dintre mentorii scenei muzicale din Insulele Feroe și totodată fondatorul ansamblului de muzică nordică Yggdrasil, a invitat-o pe artistă să înregistreze un album alături de acest proiect; discul de muzică jazz, intitulat Yggdrasil, a fost publicat în anul 2002. Eivør a continuat să colaboreze și cu grupul rock Clickhaze, alături de care a lansat în 2002 albumul Clickhaze, ce conținea șapte piese electronico-rock cu influențe din muzica grunge și trip hop. Interpreta a concertat alături de acest proiect pe tărâmurile feroeze, suedeze, daneze și islandeze, iar concertele s-au dovedit a fi de succes.
Pe parcursul anului 2002 Eivør lansează cel de-al doilea album de studio înregistrat pe cont propriu. Intitulat Krákan, materialul conține unsprezece cântece înregistrate și interpretate alături de muzicieni și instrumentiști islandezi. Materialul îi aduce artistei recunoașterea criticilor, iar în 2003 cariera sa înflorește după primirea a trei nominalizări în cadrul premiilor muzicale din Islanda. Ea și-a adjudecat distincțiile de la categoriile „Cea mai bună cântăreață” și „Cea mai bună interpretare”, trofee acordate în mod normal numai artiștilor islandezi.

## Discografie
Albume de studio
- Eivør Pálsdóttir (2000)
- Krákan (2003)
- Eivør (2004)
- Trøllabundin (2005)
- Mannabarn (2007)
- Human Child (2007)
- Larva (2010)
- Room (2012)
- Bridges (2015)
- Slør (2015)
- At the Heart of a Selkie (2016)
- Segl (2020)
- Enn (2024)